# Serge Sandberg
Pour les articles homonymes, voir Sandberg.
Serge Sandberg est un exploitant de salles de cinéma, un producteur et un distributeur français né le 27 novembre 1879 à Kaunas (Lituanie), à l'époque Kowno en Empire russe, et mort le 5 janvier 1981 à Nice.

## Biographie
Serge Sandberg naît en 1879 dans ce qui est alors l'Empire russe. Il suit les cours d'un précepteur qui lui inculque à la fois des éléments de la culture allemande et de la culture russe, mais aussi une curiosité pour la France et son Siècle des Lumières. À 21 ans, il se rend à Paris au moment de l'Exposition Universelle,.
Après plusieurs mois, il commence à travailler pour Charles Pathé, qui l'envoie peu après à Moscou ouvrir une succursale de Pathé Frères. En quelques années, il voyage ainsi pour les mêmes raisons à Berlin, Vienne, Budapest et Bucarest.
En 1907, il revient en France et Pathé lui donne le monopole d'exploitation pour la région du Centre-Ouest de la France. Il est alors l'un des premiers à y créer des salles de cinéma fixes. En 1910, il se lance dans la création de salles à Paris : le Tivoli-Cinéma, le Grand Cinéma Saint-Paul, l'Aubert-Palace, le Grand-Cinéma,. Le 3 août 1912, il est naturalisé français .
Pendant la guerre de 1914-18, il est affecté à la Section Cinématographique et Photographique de l'Armée. On lui confie la distribution des films de propagande sur tout l'ouest du territoire. Il devient producteur en 1915, pour les Films René Navarre, la société créée par le célèbre acteur de Fantômas qui vient d'être démobilisé,.
En 1918, Serge Sandberg et Louis Aubert créent la Société Industrielle Cinématographique, concessionnaire de la marque Éclair, dans le but de refaire fonctionner les Studios d'Épinay, et de créer une entité comparable à ce qu'est en train de devenir UFA en Allemagne. S'ensuit un nombre important de productions de films, et la création à Nice des Studios de la Victorine avec Louis Nalpas,,,
Serge Sandberg reprend également en 1918 la tradition des Concerts populaires de musique classique initiée par Jules Pasdeloup au début des années 1860 au Cirque d'Hiver. Il arrête de s'en occuper en 1921 et laisse aux musiciens la responsabilité de leur orchestre. Ceux-ci se constituent en association qui prend à cette occasion le nom de Concerts Pasdeloup.
C'est sous le nom de la Cinéas que Serge Sandberg produira bon nombre des films de Sacha Guitry.
Il est marié à la journaliste Marie-Charlotte Sandberg-Charpentier

## Filmographie partielle
source "Les indépendants du premier siècle"
- 1921 : Un drame sous Napoléon de Gérard Bourgeois.
- 1921 : Mathias Sandorf d'Henri Fescourt.
- 1929 : Finis terræ de Jean Epstein
- 1934 : L'Autoritaire d'Henri Diamant-Berger
- 1934 : Le Passager clandestin d'Henri Diamant-Berger
- 1936 : Le Nouveau Testament de Sacha Guitry
- 1936 : Le Roman d'un tricheur de Sacha Guitry
- 1936 : Mon père avait raison de Sacha Guitry
- 1936 : Faisons un rêve de Sacha Guitry
- 1937 : Dans les steppes de l'Asie Centrale de Serge Sandberg
- 1937 : Stenka Razine de Serge Sandberg
- 1937 : Le Mot de Cambronne de Sacha Guitry
- 1937 : Les Perles de la couronne de Sacha Guitry et Christian-Jaque
- 1937 : Désiré de Sacha Guitry
- 1938 : Remontons les Champs-Élysées de Sacha Guitry
- 1938 : L'Accroche-cœur de Pierre Caron
- 1938 : Les Pauvres Gens d'Antoine Mourre
- 1939 : La Route enchantée de Pierre Caron